# Dynopsylla grandis
Dynopsylla grandis är en insektsart som beskrevs av Crawford 1924. Dynopsylla grandis ingår i släktet Dynopsylla och familjen Homotomidae. Inga underarter finns listade i Catalogue of Life.